# 짱구는 못말려 극장판: 나의 이사 이야기 선인장 대습격
《짱구는 못말려 극장판: 나의 이사 이야기 선인장 대습격》(일본어: 映画クレヨンしんちゃん オラの引越し物語 サボテン大襲撃)은 일본에서 2015년 4월 18일에 개봉했고, 짱구는 못말려의 애니메이션 영화 시리즈의 제 23부작이다.
표어는 "고마워 카스카베(떡잎마을). 안녕 카스카베(떡잎마을)."이다. 대한민국에서는 2016년 1월 7일에 개봉되었다.

## 개요

### 스토리 안
전작 짱구는 못말려 극장판: 정면승부! 로봇아빠의 역습이 대성공을 거둔 이후 나오는 23번째 극장판. 2013년부터 3년째 폭풍이나 태풍이라는 말이 들어가지 않는다

### 게스트 성우
2015년 2월 24일에는 게스트 성우에 있어서 웃음콤피 일본일렉텔연합과 HKT48의 사시하라 리노을 기용한 것이 밝혀졌다.  일본일렉텔연합은 본작 애니메이션 성우를 처음 도전하게 되어 본인역에 출연한다. 게스트 성우에 큰 웃음 연예인이 기용된것은 4년 연속 12번째작에 있다. 이 외, TV아사히 아나운서의 우가 나츠미가 선인장 페스티벌을 리포트하는 아나운서역으로 출연한다.

### 스태프
감독은 하시모토 마사카즈이다. 전전작 엄청 맛있어! B급 음식 서바이벌!의 감독으로, 2년만에 크레용 신짱 극장판 감독을 다시 맡게 되었다.

### 흥행수입
22.8억엔 (시리즈 사상 최고 흥행 기록)

## 줄거리
어느날, 회사에서 달콤한 꿀이 든 선인장 열매를 소개받은 히로시. 상사는 선인장 열매가 나는 마타쿠엘요바카와 계약을 맺고 지사를 차려 선인장 열매를 세계로 팔기로 했다고 한다. 달달한 꿀이 무척이나 맛있었던 히로시도 괜찮은 생각으로 흔쾌히 동의했는데 상사는 이 얘기를 듣고는 곧바로 그를 새로 차리기로 한 멕시코 지사로 발령냈다. 하루아침에 멕시코로 이민을 떠나게 생긴 히로시는 차마 가족한테 알리지 못하고 우물쭈물 하는 사이 아내 미사에한테 덜미가 잡혔고 결국 멕시코 발령 이야기를 털어놓는다.
남편이 갑작스레 머나먼 남미로 떠난다는 사실에 미사에 역시 적잖게 심란해졌다. 히로시는 뭐가 있을지 모르는 타국에 위험하게 아이들을 데려갈순 없으니 혼자 가려고 했지만 미사에는 떨어져 지내는 사이 아이들이 아빠를 잊어먹으면 어떡할거냐고 반박했다. 그래서 결국, 온 가족이 멕시코로 이민을 가기로 결정했다. 짐정리를 끝마치고 공항으로 떠나는 날, 노하라 가족은 배웅을 위해 모여든 이웃들과 후타바 유치원 선생님들에게 감사인사를 전한 뒤 단체사진을 찍고 떠났다. 그리고 카스카베 방위대 아이들은 때마침 만든 방위대 기념뱃지를 선물로 해주었다.
이후 도착한 멕시코 마타쿠엘요바카와 마을. 그곳에서는 선인장 축제가 한창이었고 촌장은 그 누구보다도 들떠있었다. 그런데 가만히 있던 선인장이 갑자기 움직이더니 사람들을 잡아먹기 시작했다. 총으로 쏴보았지만 선인장은 부서진 조각들끼리 힘을 합치면서 오히려 처음보다 크기가 더 커졌다. 결국 즐거워야할 축제는 아비규환 현장으로 바뀌었고 노하라 일가를 비롯한 마을 사람들은 도망길에 오른다. 그런데 모두가 선인장을 없애버릴 궁리를 하고있는 와중에도 촌장은 끝까지 상황파악을 못하고 선인장을 공격하는 건 절대 안된다고 바득바득 우긴다. 노하라 일가는 버스를 이용해 탈출하고 협곡에서 방송국 헬기 소리에 반응하여 헬기를 먹는 선인장들을 본다.

## 등장인물

### 노하라 일가
- 노하라 신노스케 역 : 야지마 아키코
- 노하라 미사에 역 : 나라하시 미키
- 노하라 히로시 역 : 후지와라 케이지
- 노하라 히마와리 역 : 코오로기 사토미
- 시로 역 - 마시바 마리

### 카스카베 방위대
- 사쿠라다 네네 - 하야시 타마오
- 사토 마사오 - 이치류사이 테이유
- 보오 쨩 - 사토 치에
- 카자마 토루 - 마시바 마리

### 후타바 유치원
- 요시나가 미도리 선생님 - 나나오 하루히
- 마츠자카 우메 선생님 - 토미자와 미치에
- 아게오 마스미 선생님 - 미츠이시 코토노
- 원장 선생님 - 나야 로쿠로

### 카스카베 마을 주민들
- 밋찌 - 오모토 마키코
- 요시린 - 사카구치 다이스케
- 옆집 아주머니 - 스즈키 레이코
- 오야마 무사에 - 네야 미치코
- 나나코 - 이토 시즈카
- 오케이 - 타카야마 미나미
- 카자마 엄마 - 타마가와 사키코

### 떡잎상사, 멕시코 사람들
- 부장 - 오토모 류자부로
- 마다퀠요바카 읍장（명칭 : ドゥヤッガオ・エラインデス）- 히라타 히로아키
- 네네・로도리게스（명칭 : レインボー仮面）- 호리우치 켄유
- 마리앗찌 - 나미카와 다이스케
- 카롤리나 - 사카모토 마아야
- 스마트폰 쨩（フランシスカ）[프란시스카] - 사시하라 리노（특별출연）
- 호세・멘도쿠세 - 우에다 유지
- 이케가미노 - 다무라 켄스케
- 보안관 - 카츠 안리
- 퍼브의 오너 - 미야자와 타다시
- 고깃집 점장 - 기무라 마사후미
- 멕시코 TV방송 - 다키자와 로코、카와사키 사하루、마에지마 타카시
- 루차 인형 - 키타무라 켄지
- 우가・안나 - 우가 나츠미（TV아사히 아나운서）
- 아케미쨩 - 아케미쨩（일본일렉텔연합・하시모토 코유키）（본인역・특별출연）
- 호소가이 씨 - 호소가이 씨（일본일렉텔연합・나카노 소코）（본인역・특별출연）

(한국어 더빙)
- 짱구 - 박영남

- 짱구 아빠 (신형만) - 김환진

- 짱구 엄마 (봉미선) - 강희선

- 짱아 / 철수 / 철수 엄마 - 여민정

- 흰둥이 / 유리 - 장경희

- 훈이 / 카롤리나 - 정혜옥

- 맹구 / 채성아 선생님 / 프란시스카 - 송하림

- 나미리 선생님 / 옆집 아줌마 - 곽규미

- 차은주 선생님 / 이슬이 - 이새아

- 원장 선생님 / 호세 - 현경수

- 느끼아노 - 황창영

- 크다요레스 촌장 - 안장혁

- 다아라미노 - 박요한

- 거비마나 - 최낙윤

- 보안관 / 부장 - 김현욱

## 주제가
- 오프닝:
  - 「너에게 100퍼센트」（워너 뮤직 재팬/unBORDE） - 작사・작곡・편곡 - 나카타 야스타카 / 노래 - 캬리 파뮤파뮤
- 엔딩:
  - 「OLA!!」 작사・작곡 - 키타나와 유우진 / 편곡 - 마에야마다 켄이치 / 노래 - 유즈

## 갤러리

일본어 포스터

## 같이 보기
- 우스이 요시토